# Santa Maria la Strada
Santa Maria la Strada is een plaats (frazione) in de Italiaanse gemeente Giarre.